# (5820) Babelsberg
(5820) Babelsberg es un asteroide perteneciente al cinturón de asteroides, región del sistema solar que se encuentra entre las órbitas de Marte y Júpiter, descubierto el 23 de octubre de 1989 por Freimut Börngen desde el Observatorio Karl Schwarzschild, en Tautenburg, Alemania.

## Designación y nombre
Designado provisionalmente como 1989 UF7. Fue nombrado Babelsberg en homenaje a un distrito residencial de la ciudad de Potsdam, conocida como la residencia de verano del emperador Guillermo I y por sus famosos estudios de cine. El Observatorio de Berlín, fundado en 1700, fue transferido debido a las malas condiciones de visión a Babelsberg antes de la Primera Guerra Mundial. Por lo tanto, el Observatorio de Babelsberg es el instituto astronómico más antiguo que existe en el mundo de habla alemana. Los exdirectores han sido J. E. Bode, J. F. Encke, W. Foerster y K. H. Struve. El astrónomo asistente J. G. Galle descubrió Neptuno en este observatorio en 1846.

## Características orbitales
Babelsberg está situado a una distancia media del Sol de 2,455 ua, pudiendo alejarse hasta 2,728 ua y acercarse hasta 2,183 ua. Su excentricidad es 0,110 y la inclinación orbital 2,510 grados. Emplea 1405,60 días en completar una órbita alrededor del Sol.

## Características físicas
La magnitud absoluta de Babelsberg es 13,8. Tiene 11,238 km de diámetro y su albedo se estima en 0,044. 